# 菲利普·路德維希一世
菲利普·路德維希一世（Philipp Ludwig I，1553年11月21日—1580年2月4日），哈瑙-明岑貝格伯爵，菲利普三世之子，1561年至1580年在位。

## 家庭
1576年，菲利普·路德維希一世與瓦爾德克的瑪格達列妮結婚，有三個兒子。
- 菲利普·路德維希二世（1576年－1612年）
- 威廉（1578年－1579年）
- 阿爾布雷希特（英语：Albrecht of Hanau-Münzenberg）（1579年－1635年）